# La Mia Risposta
La Mia Risposta é o quarto álbum oficial da cantora Laura Pausini. O álbum possui uma versão em língua espanhola intitulada Mi respuesta e ambas as versões foram lançadas no mercado no dia 15 de outubro de 1998 em 50 países. O álbum vendeu 3,8 milhões de cópias, sendo considerado o álbum menos vendido de Laura em comparação com a época e antecessor, a Sonoridade moderna, os tons baixos podem ter sido os causadores para o público não dar uma chance ao álbum. A canção que leva o título do álbum esteve fora de shows desde a Tour 2005, voltou para set list na World Wide Tour 2018, inserida em um medley.
Para promover o álbum, Laura Pausini esteve em uma turnê de concertos, a La mia risposta World Tour 99.

## Informações do álbum
O álbum foi considerado pela crítica o mais maduro em relação aos trabalhos precedentes de Laura Pausini, definidos como muito adolescentes. Além da tradicional melodia italiana, no disco ainda pode-se encontrar sons internacionais, fortes características soul e influências sul americanas.
Alguns críticos identificaram nos textos das canções que compõem o disco uma série de clichês característicos da música italiana, porém Laura Pausini por reconhecer a simplicidade da linguagem adotada, declarou que considera pessoais e íntimas as canções do disco, muitas das quais são de sua própria autoria.
Entre os temas presentes prevalece ainda o amor (Un'emergenza d'amore, In assenza di te, Che bene mi fai, Una storia seria). Na canção Anna dimme sì a cantora retrata a temática da anorexia: a canção é uma espécie de diálogo em que o cantor se comunica com uma garota que sofre deste distúrbio alimentar. Buone verità é uma canção inspirada nos versos da poesia Viver a vida, escrita por Madre Teresa de Calcutá, quem Laura Pausini define como um mito.
O disco é encerrado com uma canção em inglês, Looking for an angel, escrita totalmente por Phil Collins.

## CDs e lista de faixas

### La mia risposta
A versão padrão em italiano do disco, La mia risposta, é constituída por um CD com 13 faixas inéditas e foi lançado na Itália no dia 15 de outubro de 1998.
Lista de faixas
| N.º            | Título                 | Letras                                  | Música                        | Duração |  |
| 1.             | "La mia risposta"      | Laura Pausini, Cheope                   | Claudio Guidetti              | 3:42    |  |
| 2.             | "Stanotte stai con me" | Laura Pausini, Cheope                   | Guiseppe Tosetto              | 4:09    |  |
| 3.             | "Un'emergenza d'amore" | Laura Pausini, Cheope, Massimo Pacciani | Eric Buffat                   | 4:30    |  |
| 4.             | "Anna dimmi sì"        | Laura Pausini                           | Eric Buffati                  | 3:58    |  |
| 5.             | "Una storia seria"     | Laura Pausini, Cheope                   | Salvatore Mauro Ragusa        | 4:40    |  |
| 6.             | "Come una danza"       | Laura Pausini, Cheope                   | Eric Buffat                   | 5:19    |  |
| 7.             | "Che bene mi fai"      | Laura Pausini, Cheope                   | Eric Buffat                   | 4:20    |  |
| 8.             | "In assenza di te"     | Laura Pausini, Cheope                   | Antonio Galbiati              | 4:31    |  |
| 9.             | "Succede al cuore"     | Cheope                                  | Salvatore Mauro Ragusa        | 3:41    |  |
| 10.            | "Tu cosa sogni?"       | Cheope                                  | Giuseppe Tosetto              | 3:52    |  |
| 11.            | "Buone verità"         | Laura Pausini                           | Giorgio Vanni, Massimo Longhi | 4:01    |  |
| 12.            | "La felicità"          | Laura Pausini, Cheope                   | Eric Buffat, Antonio Galbiati | 3:56    |  |
| 13.            | "Looking for an angel" | Phil Collins                            | Phil Collins                  | 4:14    |  |
| Duração total: | Duração total:         | Duração total:                          | Duração total:                | 54:53   |  |

### Mi respuesta
A versão em espanhol do disco, Mi respuesta, foi lançada na Espanha e na América Latina em 15 de outubro de 1998 e é constituída por um CD com 13 faixas inéditas.
Lista de faixas
| N.º            | Título                 | Letras                                  | Música                        | Adaptação                                 | Duração |  |
| 1.             | "Mi respuesta"         | Laura Pausini, Cheope                   | Claudio Guidetti              | Badia                                     | 3:42    |  |
| 2.             | "Quédate esta noche"   | Laura Pausini, Cheope                   | Guiseppe Tosetto              | Badia                                     | 4:09    |  |
| 3.             | "Emergencia de amor"   | Laura Pausini, Cheope, Massimo Pacciani | Eric Buffat                   | Laura Pausini, Carlos Pixin, León Tristán | 4:30    |  |
| 4.             | "Ana dime si"          | Laura Pausini                           | Eric Buffati                  | Laura Pausini, Badia                      | 3:58    |  |
| 5.             | "Una historia seria"   | Laura Pausini, Cheope                   | Salvatore Mauro Ragusa        | Laura Pausini, Badia                      | 4:40    |  |
| 6.             | "Como una danza"       | Laura Pausini, Cheope                   | Eric Buffat                   | Laura Pausini, Badia                      | 5:19    |  |
| 7.             | "Me siento tan bien"   | Laura Pausini, Cheope                   | Eric Buffat                   | Badia                                     | 4:20    |  |
| 8.             | "En ausencia de ti"    | Laura Pausini, Cheope                   | Antonio Galbiati              | Laura Pausini, Badia                      | 4:31    |  |
| 9.             | "Sucede a veces"       | Cheope                                  | Salvatore Mauro Ragusa        | Laura Pausini, Badia                      | 3:41    |  |
| 10.            | "¿Tu con qué sueñas?"  | Cheope                                  | Giuseppe Tosetto              | Laura Pausini, Badia                      | 3:52    |  |
| 11.            | "Una gran verdad"      | Laura Pausini                           | Giorgio Vanni, Massimo Longhi | Laura Pausini                             | 4:01    |  |
| 12.            | "La felicidad"         | Laura Pausini, Cheope                   | Eric Buffat, Antonio Galbiati | Laura Pausini                             | 3:56    |  |
| 13.            | "Looking for an angel" | Phil Collins                            | Phil Collins                  |                                           | 4:14    |  |
| Duração total: | Duração total:         | Duração total:                          | Duração total:                | Duração total:                            | 54:53   |  |

## Gravação
A gravação do disco La mia risposta ocorreu em estúdios da Itália dos Estados Unidos:
- Morning Studio em Milão;
- Conway Studio em Hollywood;
- Pacifique Studio em Hollywood;
- Estúdios Power House of Sound em Nova York.

## Créditos
- Eric Buffat: teclados, baixo elétrico, coro
- Dado Parisini: teclados, piano, baixo elétrico
- Claudio Guidetti: teclados
- Ray Fuller: guitarra elétrica
- Nathan East: baixo elétrico
- Mike Landau: guitarra elétrica, guitarra acústica
- Riccardo Gallardini: guitarra elétrica, guitarra acústica
- John Robinson: bateria, percussão
- Luca Jurman: coro, voz ao telefone (em Tu cosa sogni?)
- Emanuela Cortesi: coro
- Giulia Fasolino: coro
- Antonio Galbiati: coro
- Julie Ragins: coro
- Craig Steven Kendy: coro
- Monica Reed Price: coro
- Ellis Hall: coro
- Lejon Walker: coro

## Singles e videoclips
Do álbum La mia risposta foram retirados 3 singles, com seus respectivos videoclips:
| Título em italiano   | Título em espanhol | Data de lançamento    | Diretor do vídeo |
| -------------------- | ------------------ | --------------------- | ---------------- |
| Un'emergenza d'amore | Emergencia de amor | 15 de outubro de 1998 | Norman Watson    |
| In assenza di te     | En ausencia de ti  | janeiro de 1999       | Alberto Colombo  |
| La mia risposta      | Mi respuesta       | maio de 1999          | Luca Lucini      |

## Desempenho nas tabelas musicais
| Paradas (1998)                              | Melhor posição |
| ------------------------------------------- | -------------- |
| Bélgica                                     | 26             |
| Espanha                                     | 8              |
| Estados Unidos (Billboard Latin Pop Albums) | 12             |
| Estados Unidos (Billboard Latin Albums)     | 23             |
| Itália                                      | 1              |
| Países Baixos                               | 34             |
| Suíça                                       | 3              |
| Suécia                                      | 30             |

| País      | Certificação |
| --------- | ------------ |
| Argentina | Ouro         |
| Suíça     | Ouro         |